# ディック・マーティン
ディック・マーティン (Dick Martin, 1922年1月30日 - 2008年5月24日) はアメリカのコメディアン・俳優・監督。本名はトーマス・リチャード・マーティン (Thomas Richard Martin)。代表作に1968年から1973年まで放送された『ラフ・イン』(Rowan & Martin's Laugh-In (1969年エミー賞受賞) がある。

## 略歴

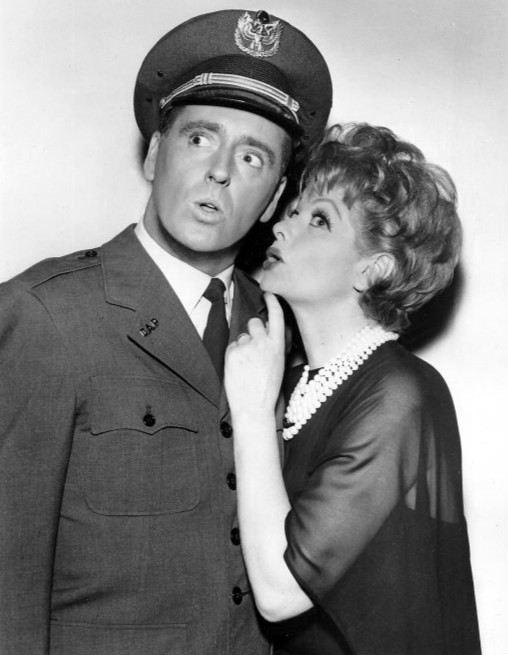
ルーシーの隣人で航空パイロットを演じるマーティン。
『ザ・ルーシー・ショー』(1962年)

ミシガン州立大学卒業。キャリアの初期にはラジオのシットコム『ダフィーズ・タヴァーン』の構成作家として働く。1952年、コメディアンのダン・ローワンと共にコメディ・チーム「ローワン&マーティン」を結成、国内外のナイトクラブを回り始める。このコンビは最初のコントでマーティンが酔いどれのシェイクスピア俳優を演じてローワンのせりふにたびたび野次を入れ、そのままマーティンの役回りとして定着するなどそのときどきにパンチのきいたアイデアをつけ加えていく点が特徴だった。またNBC放送のお笑い番組『コルゲート・コメディー・アワー』は底抜けコンビなど有名コンビが持ち回りの出演者兼進行役を務め、ローワン&マーティンも何度かその役目を引き受けている。喜劇映画の初出演は1958年の西部劇『ワンス・アポン・ア・ホース』 (ハル・カンター監督) だったものの興行は振るわなかった。NBCとの契約は話し合いの上、4年繰り上げて1960年に終了。
1962年からソロとして活動、1964年まで主演ルシル・ボールのカムバック第1弾のシットコム『ザ・ルーシー・ショー』で隣人の航空パイロットのハリー・コナーズを演じた。続いてローワン&マーティンのコンビで再びクラブ回りを始めると1966年の夏、『ディーン・マーティン・ショー』が休むあいだの番組に出演。マーティンは 1966 年の映画『マーメイド作戦』でドリス・デイ、ロッド・テイラーと共演する。

## テレビ・シリーズ 『ラフ・イン』
ローワン&マーティンの活躍はやがてテレビ・プロデューサーのエド・フレンドリーとジョージ・シュラッターに見出され、NBC で『ラフ・イン』 (1968年–1973年) の放送が始まると、2ヶ月でたちまち全米1位の人気シリーズとなって2シーズンその人気が続く。この番組は速いペースでつぎつぎにギャグを演じては照明を落として場面を切り替える構成が目新しく、笑いを誘う性的な話題や風刺、名ぜりふをところどころに意図的に差し込んでいた。キャストには無名時代のゴールディ・ホーンやリリー・トムリン、アーテ・ジョンソン他を起用している。
大いに笑いが盛り上がるとベテランのローワンとマーティンが登場して観客の興奮を高めていく。後年「おかしな事ばかり言うコメディアンが入れ替わり立ち代り出演するなか、まともなのはわれわれ二人だけでおろおろしている設定にした」とマーティンは語っている。また喜劇役者マーティンの設定は「まぬけで好色な男」として笑われ、同時に観客の共感を引き出すところにあったという。実生活でも1960年代は女性に囲まれるパーティーの花形で、豪華さにふけり気ままに遊び楽しんだ。パートナーのローワンは落ち着いたマイホーム型である。
ローワンがショービジネスから引退すると、マーティンは『マッチゲーム』や『パスワード・プラス』ほかのクイズ番組にしばしば出演、またクイズ番組のパロディー版『チープ・ショー』 (1978年)と『マインドリーダー』(1979年)で司会を務めた。

## 監督、客演
コメディー番組の監督として力を発揮し、デビュー作『ボブ・ニューハート・ショー』を皮切りに10作を超える番組を監督する。1980年代には『ニューハート』でチーフ監督の座に着いた。
1998年、人気を集めたシットコム『ナニー』にゲスト出演したマーティンは、フラン・ファインが公園で出会うホームレス役 (実はニューヨークで指折りの富豪プレストン・コリアー) を演じる。
『サード・ロック・フロム・サン』 (1996年) に社会学者のベン・リットメイヤー博士役で客演した

## 家庭
1971年8月22日にPLAYBOYのプレイメイトで『ワイルド・パーティー』のスター女優ドリー・リードと結婚、1974年6月に離婚するものの、1978年に再婚し生涯を共に過ごす。初婚は女優で歌手のペギー・コネリー。子どもは息子2人、リチャード・マーティン (映画監督)とキャリー･マーティン。

## 死去
2008年5月24日、呼吸器の合併症によりカリフォルニア州サンタモニカにて死去。10代で片肺を失ったことから晩年は呼吸器疾患に苦しんだ。

## 受賞歴
太字は受賞。
『ラフ・イン』

ゴールデングローブ賞
- 1968年 候補＝テレビドラマ部門 (Best TV Show)
- 1969年 受賞＝テレビドラマ部門 (Best TV Show)
- 1970年 候補＝作品賞 (ミュージカル・コメディ部門 Best TV  Television Series - Musical or Comedy)

プライムタイム・エミー賞
- 1969年

受賞＝コメディシリーズ主演男優賞 ディック・マーティン、ディーン・ローワン (Outstanding Lead Actor in a Comedy Series)

候補＝コメディ部門 ディック･マーティン (バラエティ/ミュージカル・シリーズ部門 Outstanding Variety or Musical Program)
- 1970年 候補＝主演男優賞 ダン・ローワン、ディック・マーティン (バラエティ/ミュージカル部門)

- 1971年 候補＝主演男優賞 ディック・マーティン、ダン・ローワン (バラエティ・シリーズ部門ミュージカル Outstanding Variety Series - Musical)

ロジー賞 (Logie Awards (英語) オーストラリアのテレビ業界賞)
- 1969年 受賞＝国際賞 (Logie Best Overseas Show)

オンライン映画&テレビジョン協会賞 (Online Film & Television Association) http://ofta.cinemasight.com
- 1998年 受賞＝テレビ番組殿堂入り (OFTA TV Hall of Fame Television Programs)

テレビランド賞 (テレビランド賞 (英語)) 
- 2003年 候補作＝バラエティ番組賞 (Favorite Variety Show)